# Against All Gods Tour
Against All Gods fue una gira promovida por Interscope Records y llevada a cabo por la banda Marilyn Manson. En esta se visitaron arenas alrededor de Norteamérica, Europa y Asia. Estuvo separada en 4 etapas y fue realizada entre el 2004 y 2005 en promoción de la compilación de éxitos Lest We Forget: The Best Of editada en el 2004. Esta gira, de un año de duración, contó con 64 fechas de las cuales una fue cancelada y figuraron varias canciones de la compilación de éxitos junto con otras de la discografía de la banda.

## Miembros de la banda
- Voz: Marilyn Manson
- Guitarras: Mark Chaussee
- Bajo: Tim Sköld
- Teclados: Madonna Wayne Gacy
- Batería: Chris Vrenna (como colaborador, en reemplazo de Ginger Fish, que por una lesión, se alejó de los escenarios temporalmente)

## Lista de canciones
1. "Repent" (intro)
2. "Prelude (The Family Trip)"
3. "The Love Song"
4. "Irresponsible Hate Anthem"
5. "Disposable Teens"
6. "mOBSCENE"
7. "Tourniquet" (con intro de "Minute of Decay")
8. "Personal Jesus"
9. "Get Your Gunn"
10. "Great Big White World"
11. "(s)AINT"
12. "Tainted Love"
13. "Lamb of God" (porción)
14. "Mommy Dear" (porción)
15. "The Fight Song"
16. "The Nobodies"
17. "The Dope Show" (con intro de "Diary of a Dope Fiend")
18. "Rock Is Dead"
19. "The Golden Age of Grotesque"
20. "Sweet Dreams (Are Made of This)"
21. "Lunchbox"
22. "The Beautiful People"
23. "Antichrist Superstar"
24. "The Reflecting God"
25. "Suicide Is Painless" (outro)

## Fechas
| Fecha                   | Ciudad           | País           | Lugar                         |
| ----------------------- | ---------------- | -------------- | ----------------------------- |
| Norteamérica            |                  |                |                               |
| 27 de octubre de 2004   | Las Vegas        | Estados Unidos | House of Blues                |
| 29 de octubre de 2004   | Phoenix          | Estados Unidos | Dodge Theater                 |
| 1 de noviembre de 2004  | San Francisco    | Estados Unidos | Warfield Theater              |
| 3 de noviembre de 2004  | Denver           | Estados Unidos | Filmore                       |
| 5 de noviembre de 2004  | Fargo            | Estados Unidos | Civic Auditorium              |
| 6 de noviembre de 2004  | Minneaoplis      | Estados Unidos | Orpheum Theater               |
| 8 de noviembre de 2004  | Cincinnati       | Estados Unidos | Taft Theater                  |
| 9 de noviembre de 2004  | Chicago          | Estados Unidos | The Rivera                    |
| 11 de noviembre de 2004 | St. Louis        | Estados Unidos | The Pegeant                   |
| 12 de noviembre de 2004 | Milwaukee        | Estados Unidos | Eagles Ballroom               |
| 14 de noviembre de 2004 | Detroit          | Estados Unidos | State Theater                 |
| 15 de noviembre de 2004 | Toronto          | Canadá         | Massey Hall                   |
| 17 de noviembre de 2004 | Montreal         | Canadá         | Metrópolis                    |
| 18 de noviembre de 2004 | New York City    | Estados Unidos | Roseland Ballroom             |
| 20 de noviembre de 2004 | Washington       | Estados Unidos | 9:30 Club                     |
| 21 de noviembre de 2004 | Philadelphia     | Estados Unidos | Electric Factory              |
| 23 de noviembre de 2004 | Sayreville       | Estados Unidos | Starland Ballroom             |
| 26 de noviembre de 2004 | Boston           | Estados Unidos | Avalon Ballroom               |
| 27 de noviembre de 2004 | Reading          | Estados Unidos | Sovereign Center              |
| 29 de diciembre de 2004 | Cleveland        | Estados Unidos | House of Blues                |
| 30 de diciembre de 2004 | Colombus         | Estados Unidos | PromoWest Pavilion            |
| 2 de diciembre de 2004  | Orlando          | Estados Unidos | Hard Rock Live                |
| 3 de diciembre de 2004  | Myrtle Beach     | Estados Unidos | House of Blues                |
| 4 de diciembre de 2004  | Atlanta          | Estados Unidos | Tabernacle                    |
| 7 de diciembre de 2004  | Houston          | Estados Unidos | Verizon Wireless Theater      |
| 8 de diciembre de 2004  | Grand Praire     | Estados Unidos | Nokia Live                    |
| 10 de diciembre de 2004 | McAllen          | Estados Unidos | Villa Real                    |
| 11 de diciembre de 2004 | Corpus Christi   | Estados Unidos | Concrete Street Amphitheater  |
| 13 de diciembre de 2004 | Albuquerque      | Estados Unidos | Albuquerque Convention Center |
| 14 de diciembre de 2004 | El Paso          | Estados Unidos | Country Coliseum              |
| 16 de diciembre de 2004 | Santa Bárbara    | Estados Unidos | Arlington Theater             |
| 18 de diciembre de 2004 | Los Ángeles      | Estados Unidos | Wiltern LG                    |
| 19 de diciembre de 2004 | Los Ángeles      | Estados Unidos | Wiltern LG                    |
| 20 de diciembre de 2004 | Los Ángeles      | Estados Unidos | Wiltern LG                    |
| Asia                    |                  |                |                               |
| 29 de enero de 2005     | Bangkok          | Tailandia      | Aktive Square                 |
| 2 de febrero de 2005    | Seoul            | Corea del Sur  | Olympic Hall                  |
| 5 de febrero de 2005    | Osaka            | Japón          | Sonic Mania Festival          |
| 6 de febrero de 2005    | Tokio            | Japón          | Sonic Mania Festival          |
| América Central         |                  |                |                               |
| 9 de febrero de 2005    | Ciudad de México | México         | Palacio de los Deportes       |
| Europa                  |                  |                |                               |
| 27 de mayo de 2005      | Madrid           | España         | Festimad Sur                  |
| 29 de mayo de 2005      | Lisbon           | Portugal       | Super Bock Super Rock         |
| 2 de junio de 2005      | Ämsterdam        | Países Bajos   | Heineken Music Hall           |
| 4 de junio de 2005      | Nürburgring      | Alemania       | Rock AM Ring                  |
| 5 de junio de 2005      | Nürnberg         | Alemania       | Rock Im Park                  |
| 7 de junio de 2005      | Milán            | Italia         | Mazda Palace                  |
| 8 de junio de 2005      | Basilea          | Suiza          | St. Jacobshalle               |
| 10 de junio de 2005     | Nickelsdorf      | Austria        | Nova Rock Festival            |
| 11 de junio de 2005     | Dresde           | Alemania       | Woodstage Festival            |
| 13 de junio de 2005     | Douai            | Francia        | Sale Gayant Expo              |
| 14 de junio de 2005     | París            | Francia        | Bercy                         |
| 16 de junio de 2005     | Hulstfred        | Suecia         | Hultsfred Festival            |
| 18 de junio de 2005     | Provinssi        | Finlandia      | Provinssi Rock                |
| 20 de junio de 2005     | St. Petersburg   | Rusia          | Ledoviy Dvorets               |
| 21 de junio de 2005     | Moscow           | Rusia          | Olimpysky                     |
| 24 de junio de 2005     | Athens           | Grecia         | Rockwave Festival             |
| 14 de agosto de 2005    | Colmar           | Francia        | Foire Aux Vins                |
| 17 de agosto de 2005    | Avenches         | Suiza          | Rock Oz'Arene Festival        |
| 19 de agosto de 2005    | Hasselt          | Bélgica        | Pukkelpop Festival            |
| 20 de agosto de 2005    | Biddinghuizen    | Países Bajos   | Lowlands Festival             |
| 22 de agosto de 2005    | Pula             | Croacia        | Arena Pula                    |
| 23 de agosto de 2005    | Budapest         | Hungría        | Budapest Sportaréna           |
| 26 de agosto de 2005    | Leeds            | Inglaterra     | Festival Rock                 |
| 28 de agosto de 2005    | Reading          | Inglaterra     | Reading Festival              |
| 31 de agosto de 2005    | Dublín           | Irlanda        | RDS Arena                     |